# 鄭珠妍
鄭珠妍（韓語：정주연，1989年3月13日—），韓國女演員。

## 个人生活
郑珠妍于2023年3月与圈外男友举行婚礼，但两人并未进行婚姻申告，经纪公司Never Die娱乐于同年11月证实两人决定分手结束婚姻生活。

## 演出作品

### 電視劇
- 2010年：MBC《暴風的戀人》飾演 劉愛里[2]
- 2013年：MBC《歐若拉公主》飾演 朴智英[3]
- 2015年：MBC Drama《太陽的都市》飾演 蘇惠珍
- 2024年：Disney+《紅天鵝》飾演 李真[4]

### 電影
- 2010年：《伴我走天涯2》
- 2012年：《China Blue》
- 2015年：《二十》
- 2020年：《瑜伽學院：死亡的昆達利尼》

## 外部連結
- 鄭珠妍的Instagram帳戶
- NAVER （页面存档备份，存于）